# Rapisma propinquum
Rapisma propinquum là một loài côn trùng trong họ Rapismatidae thuộc bộ Neuroptera. Loài này được P. Barnard & New miêu tả năm 1985.